# Erdoesina boarmiae
Erdoesina boarmiae är en stekelart som beskrevs av Boucek 1967. Erdoesina boarmiae ingår i släktet Erdoesina och familjen puppglanssteklar. Inga underarter finns listade i Catalogue of Life.